# Poecilopsis contigua
Poecilopsis contigua är en fjärilsart som beskrevs av Harrison. Poecilopsis contigua ingår i släktet Poecilopsis och familjen mätare. Inga underarter finns listade i Catalogue of Life.